# 미국 백인
백인계 미국인(White Americans)은 유럽, 중동, 북아프리카에 기원을 둔 미국인들을 지칭하는 말이다.

## 같이 보기
- 백인
- 유럽계 미국인
- 유대계 미국인